# 栄町 (練馬区)
栄町（さかえちょう）は、東京都練馬区の町名。「丁目」の設定のない単独町名である。住居表示実施済区域。

## 地理
北部を羽沢、南部を豊玉上、東部を小竹町・旭丘、西部を桜台と接する。
桜台との境を環状七号線が通っている。また、環状七号線の地下には西武有楽町線新桜台駅がある。
西武池袋線江古田駅南の千川通りにある駅南口交差点から、西武池袋線の踏切を通って新桜台駅方面へと続く道路と、武蔵野音楽大学方面へ向かう道路を中心に、町内には古くからの商店街が形成されている。狭い路地に大小の商店が軒を連ね、学生街ということもあって賑わいが絶えることがない。
町内からは日本大学芸術学部、武蔵野音楽大学も近く、有名なミュージシャンを輩出した老舗ライブハウスや舞台芸術関連等の文化施設も数多く存在し、芸術家の街としても都内有数である。

## 世帯数と人口
2025年（令和7年）4月1日現在（練馬区発表）の世帯数と人口は以下の通りである。
- 世帯数 : 2,708世帯
- 人口 : 4,154人

### 人口の変遷
国勢調査による人口の推移。
| 年                 | 人口  |
| ------------------ | ----- |
| 1995年（平成7年）  | 3,446 |
| 2000年（平成12年） | 3,390 |
| 2005年（平成17年） | 3,735 |
| 2010年（平成22年） | 3,716 |
| 2015年（平成27年） | 3,919 |
| 2020年（令和2年）  | 4,209 |

### 世帯数の変遷
国勢調査による世帯数の推移。
| 年                 | 世帯数 |
| ------------------ | ------ |
| 1995年（平成7年）  | 1,889  |
| 2000年（平成12年） | 1,977  |
| 2005年（平成17年） | 2,256  |
| 2010年（平成22年） | 2,336  |
| 2015年（平成27年） | 2,322  |
| 2020年（令和2年）  | 2,675  |

## 学区
区立小・中学校に通う場合、学区は以下の通りとなる（2022年7月現在）。
- 区域 : 全域
  - 小学校 : 練馬区立開進第三小学校
  - 中学校 : 練馬区立開進第三中学校

## 交通
最寄駅の1つに西武池袋線の江古田駅、そして最寄のバス停留所に羽沢停留所（新桜台駅）が存在するが、江古田駅は旭丘、羽沢停留所は新桜台駅が栄町と羽沢の区界にあるため羽沢側に存在する。

### 鉄道
- 西武有楽町線新桜台駅

### 主要な道路
- 東京都道318号環状七号線（環七通り）
- 東京都道439号椎名町上石神井線（千川通り）

## 事業所
2021年（令和3年）現在の経済センサス調査による事業所数と従業員数は以下の通りである。
- 事業所数 : 333事業所
- 従業員数 : 2,351人

### 事業者数の変遷
経済センサスによる事業所数の推移。
| 年                 | 事業者数 |
| ------------------ | -------- |
| 2016年（平成28年） | 364      |
| 2021年（令和3年）  | 333      |

### 従業員数の変遷
経済センサスによる従業員数の推移。
| 年                 | 従業員数 |
| ------------------ | -------- |
| 2016年（平成28年） | 2,356    |
| 2021年（令和3年）  | 2,351    |

## 施設

### 江古田銀座商店街
- きらぼし銀行江古田支店
- 八縁江古田店
- パレットプラザ
- auショップ江古田店
- スーパーステーション江古田店（100円ショップ）
- なか卯江古田店
- ブックオフ江古田店
- 養老乃瀧江古田店 (閉店)
- カレーハウス CoCo壱番屋西武江古田駅南口店
- まいばすけっと江古田栄町店

### 栄町本通り商店街
- 西京信用金庫江古田支店
- ハックドラッグ江古田店
- サンクス江古田栄町店(現在はファミリーマート)
- 西村文具
- ひかり接骨院

### 江古田駅北口商店街
- エイブル江古田店
- まいばすけっと練馬栄町店
- 浅間湯（公衆浴場）

### 江古田市場通り商店街
- 松屋江古田店：1968年（昭和43年）7月に開店した全国第一号店。

### その他
- 練馬東税務署
- 練馬区立栄町保育園
- 練馬区立児童館
- 浩生会スズキ病院
- ローソン練馬江古田栄町店
- ローソン江古田駅北口店
- 武蔵野稲荷神社
- キリスト聖協団練馬教会
- ライフコーポレーション新桜台駅前店

## その他

### 日本郵便
- 郵便番号 : 176-0006[3]（集配局 : 練馬郵便局[14]）。